# Férfi kenu egyes 1000 méter az 1972. évi nyári olimpiai játékokon
Az 1972. évi nyári olimpiai játékokon a kajak-kenu férfi kenu egyes 1000 méteres versenyszámát szeptember 5. és 9. között rendezték Oberschleißheim-ben.

## Eredmények
Az időeredmények másodpercben értendők. A rövidítések jelentése a következő:
- OB: olimpiai legjobb idő
- Q: továbbjutás helyezés alapján
- R: vigaszágon folytathatta

### Előfutamok
Az előfutamokból az első három helyezett automatikusan a döntőbe jutott, a többiek a vigaszágra kerültek.
| Helyezés | Név                  | Nemzet                 | Idő      | Mj       |
| 1. futam | 1. futam             | 1. futam               | 1. futam | 1. futam |
| -------- | -------------------- | ---------------------- | -------- | -------- |
| 1.       | Wichmann Tamás       | Magyarország (HUN)     | 4:29,01  | Q        |
| 2.       | Borisz Ljubenov      | Bulgária (BUL)         | 4:32,03  | Q        |
| 3.       | Jerzy Opara          | Lengyelország (POL)    | 4:32,39  | Q        |
| 4.       | Roberto Altamirano   | Mexikó (MEX)           | 4:34,52  | R        |
| 5.       | Törő András          | Egyesült Államok (USA) | 4:39,92  | R        |
| 6.       | Jiří Čtvrtečka       | Csehszlovákia (TCH)    | 4:54,56  | R        |
| 7.       | John Wood            | Kanada (CAN)           | 4:56,70  | R        |
| 2. futam |                      |                        |          |          |
| 1.       | Detlef Lewe          | NSZK (FRG)             | 4:31,79  | Q        |
| 2.       | Vaszil Jurcsenko     | Szovjetunió (URS)      | 4:33,34  | Q        |
| 3.       | Dirk Weise           | NDK (GDR)              | 4:41,04  | Q        |
| 4.       | Jean-François Millot | Franciaország (FRA)    | 4:52,30  | R        |
| 5.       | Jamagucsi Tecumasza  | Japán (JPN)            | 4:53,66  | R        |
| 6.       | Ivan Patzaichin      | Románia (ROU)          | 6:34,65  | R        |

### Vigaszág
A vigaszág futamából az első három helyezett jutott a döntőbe, a többiek kiestek.
| Helyezés | Név                  | Nemzet                 | Idő     | Mj    |
| -------- | -------------------- | ---------------------- | ------- | ----- |
| 1.       | Ivan Patzaichin      | Románia (ROU)          | 4:11,90 | Q, OB |
| 2.       | Jiří Čtvrtečka       | Csehszlovákia (TCH)    | 4:14,99 | Q     |
| 3.       | Roberto Altamirano   | Mexikó (MEX)           | 4:15,24 | Q     |
| 4.       | Jean-François Millot | Franciaország (FRA)    | 4:20,70 |       |
| 5.       | John Wood            | Kanada (CAN)           | 4:24,40 |       |
| 6.       | Törő András          | Egyesült Államok (USA) | 4:25,23 |       |
| 7.       | Jamagucsi Tecumasza  | Japán (JPN)            | 4:36,34 |       |

### Döntő
| Helyezés | Név                | Nemzet              | Idő     | Mj |
| -------- | ------------------ | ------------------- | ------- | -- |
| Arany    | Ivan Patzaichin    | Románia (ROU)       | 4:08,94 | OB |
| Ezüst    | Wichmann Tamás     | Magyarország (HUN)  | 4:12,42 |    |
| Bronz    | Detlef Lewe        | NSZK (FRG)          | 4:13,63 |    |
| 4.       | Dirk Weise         | NDK (GDR)           | 4:14,38 |    |
| 5.       | Vaszil Jurcsenko   | Szovjetunió (URS)   | 4:14,43 |    |
| 6.       | Borisz Ljubenov    | Bulgária (BUL)      | 4:14,65 |    |
| 7.       | Jiří Čtvrtečka     | Csehszlovákia (TCH) | 4:14,98 |    |
| 8.       | Roberto Altamirano | Mexikó (MEX)        | 4:20,39 |    |
| 9.       | Jerzy Opara        | Lengyelország (POL) | 4:21,05 |    |